# Thomas Karaoglan
Thomas Karaoglan (* 20. März 1993 in Duisburg) ist ein deutscher Popsänger armenischer Abstammung, der durch die Musik-Castingshow Deutschland sucht den Superstar bekannt wurde.

## Leben
Der im Duisburger Stadtteil Wedau aufgewachsene Sänger nahm im Jahr 2010 an der siebten Staffel der beim Fernsehsender RTL ausgestrahlten Musik-Castingshow Deutschland sucht den Superstar teil und wurde so erstmals einem breiteren Publikum bekannt. Dort erreichte er den fünften Platz und erhielt von Jury-Mitglied Dieter Bohlen den Spitznamen „Checker“, unter welchem er auch später seine Musik auf den Markt brachte.
Obwohl er bei Deutschland sucht den Superstar nicht zu den Finalisten gehörte, veröffentlichte er drei Monate nach Sieger Mehrzad Marashi als zweiter Teilnehmer der Staffel seine erste Single. Sie trug den Titel Checker, der Vollstrecker und erreichte Platz 18 der deutschen Singlecharts.
Im Jahr 2011 nahm Karaoglan an der Seite von Sarah Latton an der vierten Staffel der Fernseh-Tanzshow Let's Dance teil und erreichte den dritten Platz. Am 15. April 2011 veröffentlichte er seine zweite Single Diskoking, die jedoch keine Chartplatzierung erreichte.
Von August bis September 2011 war Karaoglan Teilnehmer in der zweiten Staffel des Reality-Formats Die Alm, die auf dem deutschen Privatsender ProSieben ausgestrahlt wurde.

## Diskografie

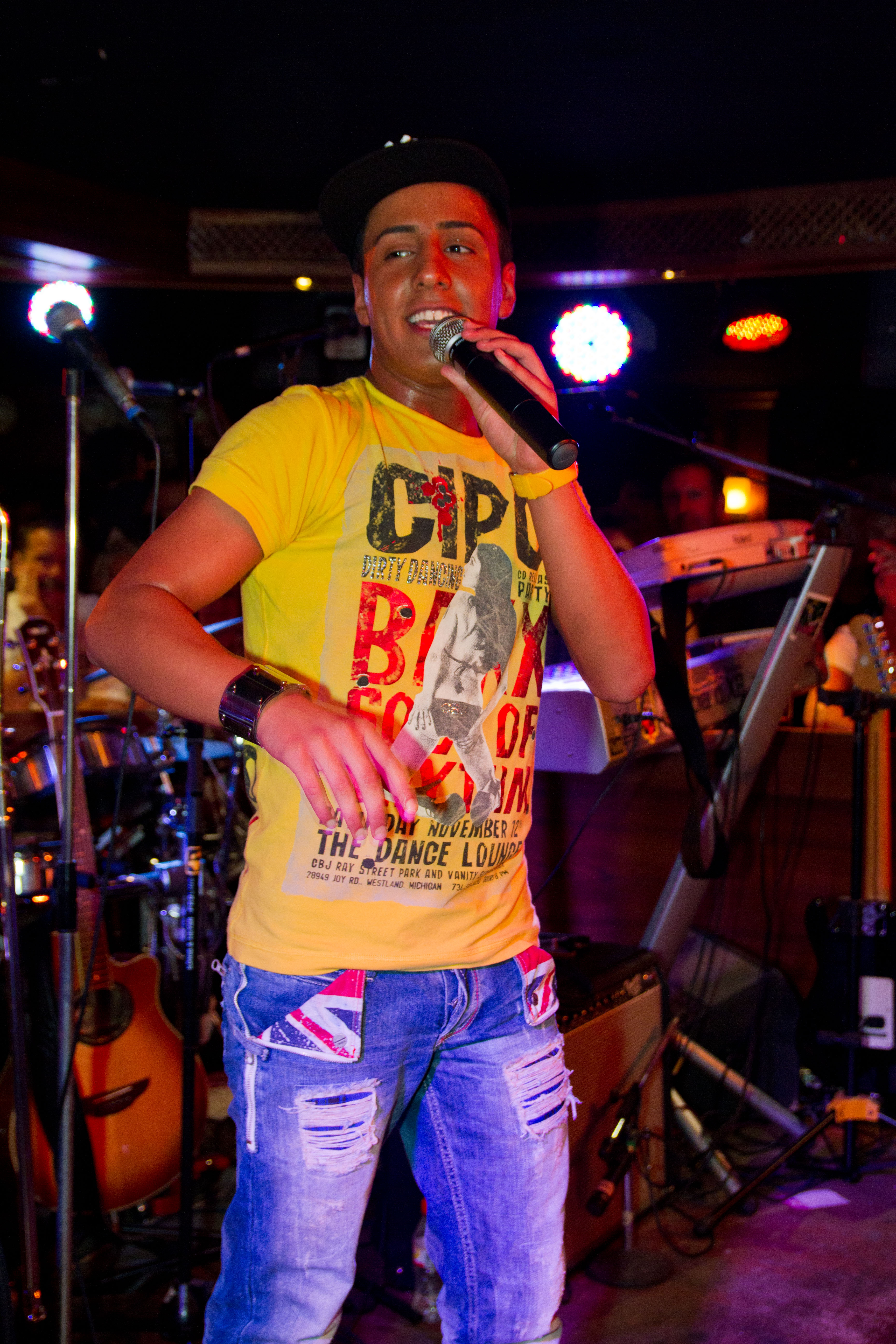
Thomas Karaoglan live im Oberbayern auf Mallorca

Singles
- 2010: Checker, der Vollstrecker
- 2011: Diskoking
- 2012: König von Deutschland
- 2012: Unf***ingfassbar[4]
- 2012: Feiern